# Antillerströmmen

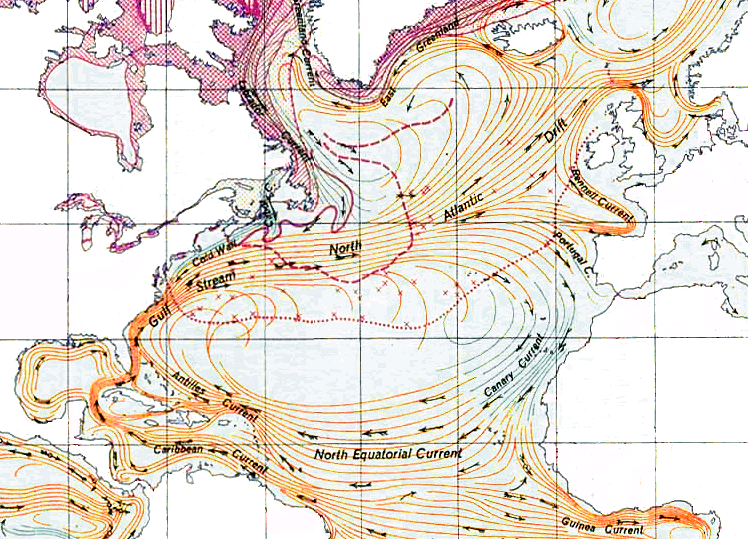
Oceanvirveln i norra delen av Atlanten drivs av en ekvatorialström.

Antillerströmmen är en havsström i Atlanten som börjar där Guyanaströmmen delar sig. Strömmen passerar öster om Antillerna och flyter mot Florida där den tillsammans med Floridaströmmen övergår i Golfströmmen. Strömmen är fortsättningen av Norra ekvatorialströmmen och utgör den sydvästra delen av den oceanvirvel som ligger i norra delen av Atlanten.